# Böjmotstånd

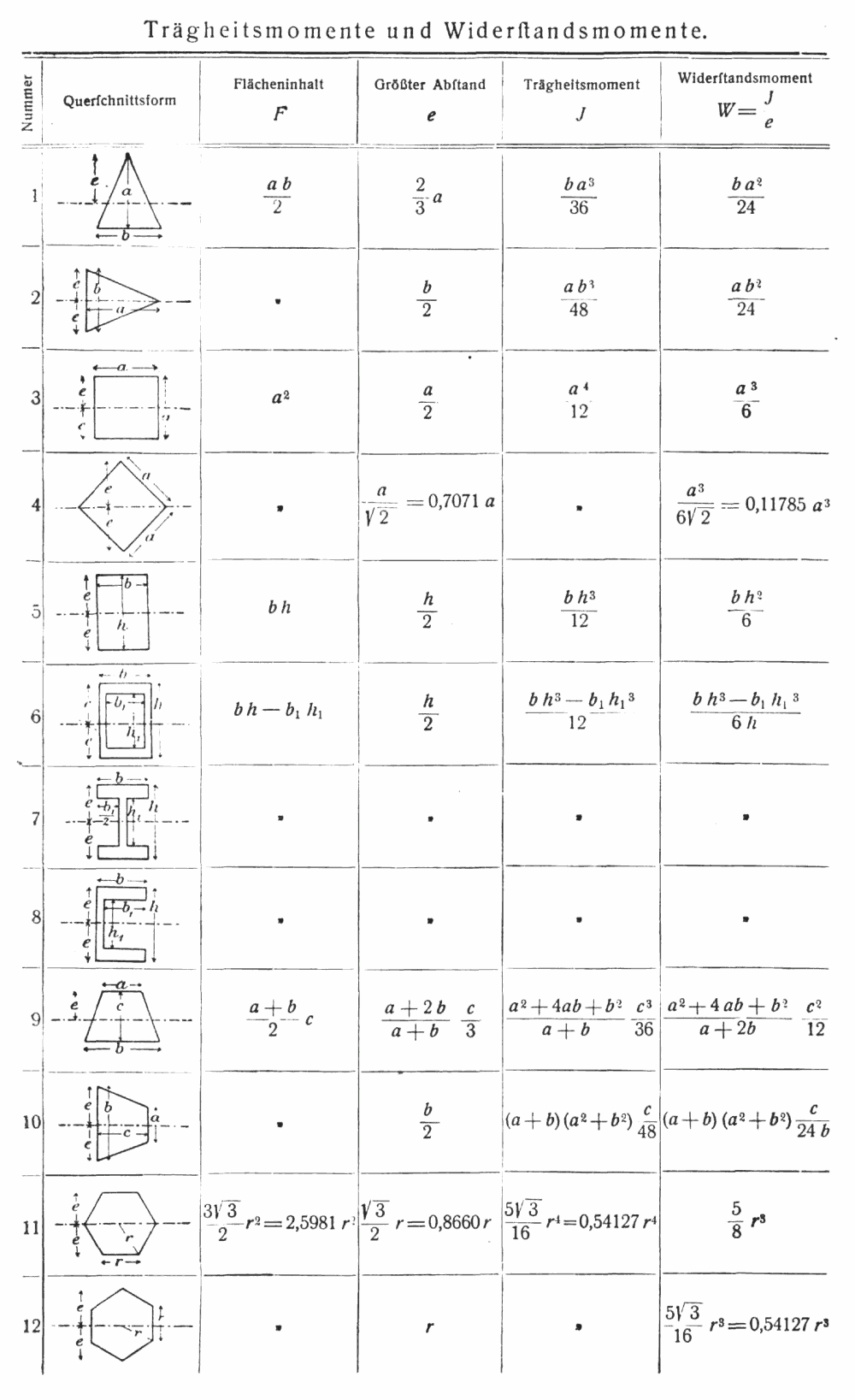
Tabell över böjtröghetsmoment och böjmotstånd.

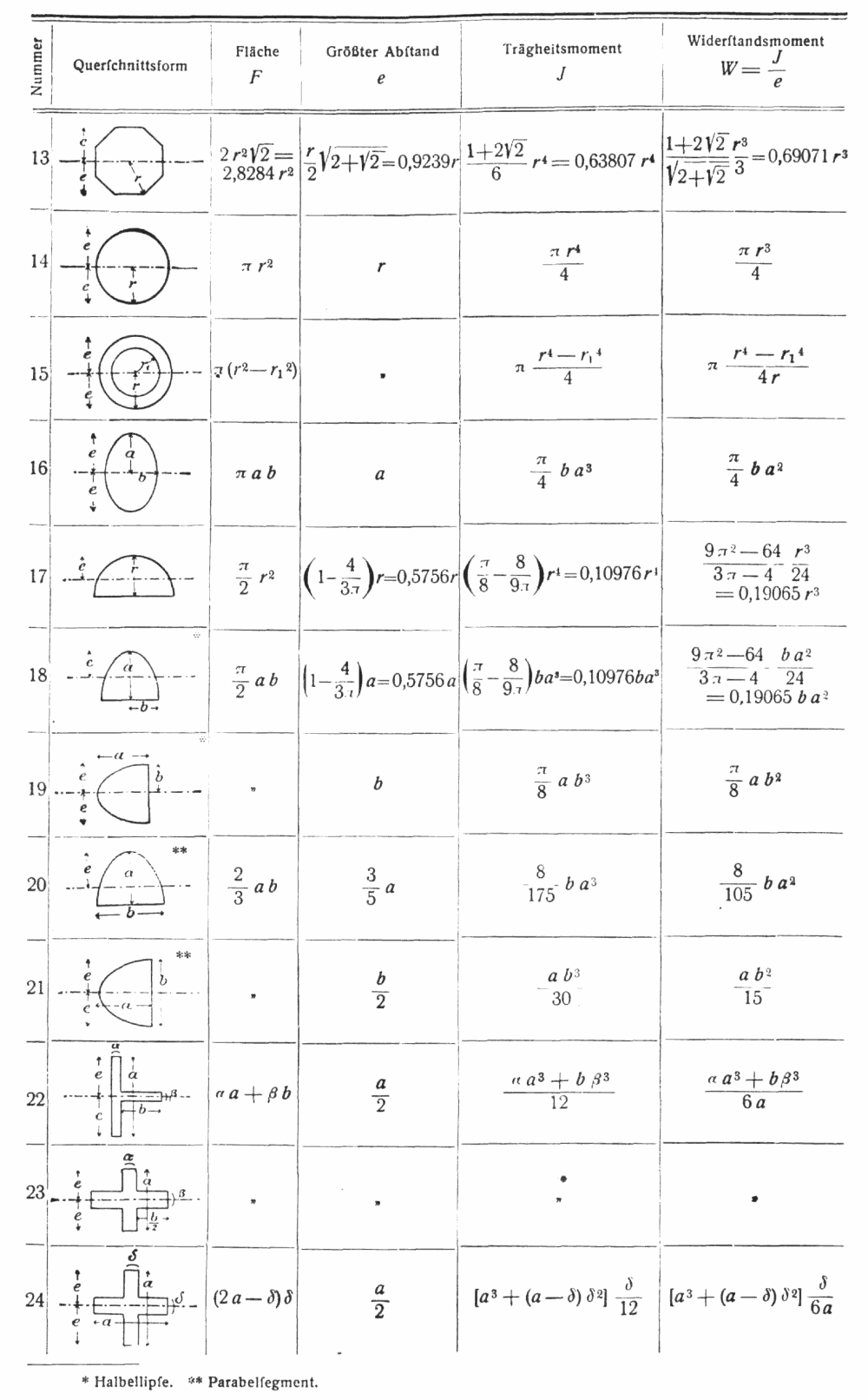
Tabell över böjtröghetsmoment och böjmotstånd.

Böjmotståndet {\displaystyle W_{\mathrm {b} }} relaterar den högsta böjspänning {\displaystyle \sigma _{\mathrm {max} }} som uppstår i ett balktvärsnitt till det böjmoment {\displaystyle M_{\mathrm {b} }} som verkar på balken, 
{\displaystyle \sigma _{\mathrm {max} }={\frac {M_{\mathrm {b} }}{W_{\mathrm {b} }}}.}
Böjmotståndet kan uttryckas som böjtröghetsmomentet I delat med avståndet från neutralaxeln till tvärsnittets yttersta fiber. Böjmotståndet för böjning runt horisontalaxeln för en balk med rektangulärt tvärsnitt med bredden b och höjden h blir därför  
{\displaystyle W_{\mathrm {b} }={\frac {bh^{3}/12}{h/2}}={\frac {bh^{2}}{6}}.}

## Elastiskt böjmotstånd
För allmän konstruktion används det elastiska böjmotståndet. Böjmotståndet är applicerbart upp till sträckgränsen för de flesta metaller och andra vanliga material.
| Tvärsnittsform       | Figur | Formel | Kommentar                                |
| -------------------- | ----- | --- | ---------------------------------------- |
| Rektangel            |       | {\displaystyle S={\cfrac {bh^{2}}{6}}}                                                                                  | Heldragen pil representerar neutralaxeln |
| I-balk, starka sidan |       | {\displaystyle S={\cfrac {BH^{2}}{6}}-{\cfrac {bh^{3}}{6H}}}                                                            | NA representerar neutralaxeln            |
| I-balk, svaga sidan  |       | {\displaystyle S={\cfrac {B^{2}(H-h)}{6}}+{\cfrac {(B-b)^{3}h}{6B}}}                                                    | NA representerar neutralaxeln            |
| Cirkel               |       | {\displaystyle S={\cfrac {\pi r^{3}}{4}}={\cfrac {\pi d^{3}}{32}}}                                                      | Heldragen pil representerar neutralaxeln |
| Cirkulärt rör        |       | {\displaystyle S={\cfrac {\pi \left(r_{2}^{4}-r_{1}^{4}\right)}{4r_{2}}}={\cfrac {\pi (d_{2}^{4}-d_{1}^{4})}{32d_{2}}}} | Heldragen pil representerar neutralaxeln |
| Rektangulärt rör     |       | {\displaystyle S={\cfrac {BH^{2}}{6}}-{\cfrac {bh^{3}}{6H}}}                                                            | NA representerar neutralaxeln            |
| Diamantsform         |       | {\displaystyle S={\cfrac {BH^{2}}{24}}}                                                                                 | NA representerar neutralaxeln            |
| C-balk               |       | {\displaystyle S={\cfrac {BH^{2}}{6}}-{\cfrac {bh^{3}}{6H}}}                                                            | NA representerar neutralaxeln            |